# Liste der Segelfregatten der Royal Navy
Dies ist eine Liste der Fregatten der Royal Navy von England und später (ab 1707) Großbritannien. Die Liste beginnt mit dem Jahr 1660, dem Jahr, in dem die Royal Navy nach der Wiederherstellung der Monarchie unter König Karl II. ins Leben gerufen wurde, und reicht bis zum Aufkommen des Dampfschiffe um 1880, wie von der Admiralität definiert.

## Frühe Fregatten

### Early Frigates(Fregatten vor 1660)

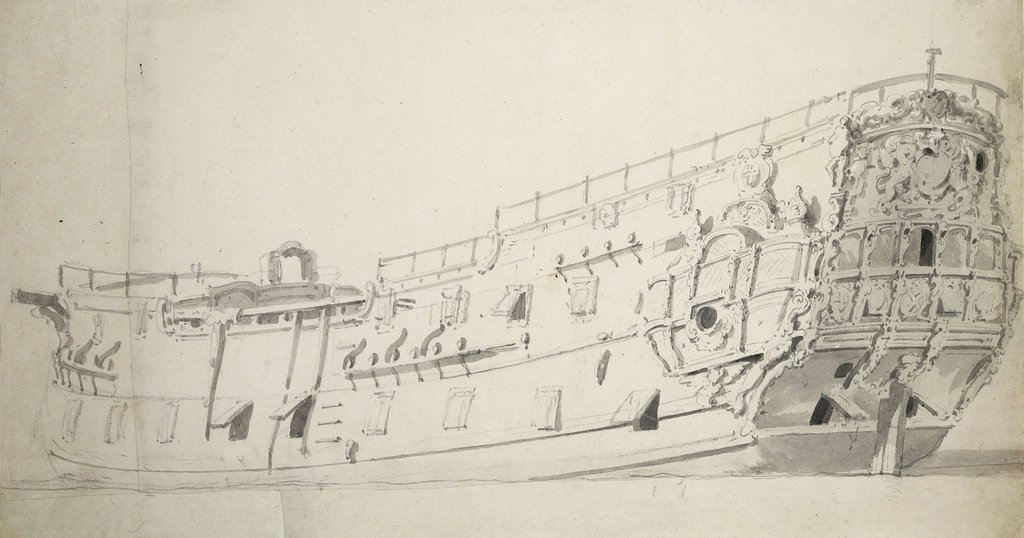
Darstellung der Dartmouth von 1655

#### 5. Rang
- Pearl
- Mermaid (1651)
- Primrose
- Nightingale
- Colchester (1654)
- Islip (1654)
- Fagons (1654)
- Selby (1654)
- Basing (1654)
- Grantham (1654)
- Norwich (1655)
- Pembroke (1655)
- Dartmouth (1655)
- Cheriton (1656)
- Wakefield (1656)
- Oxford (1656)
- Forrester (1657)
- Bradford (1658)

#### 6. Rang
- Drake (1652)
- Merlin (1652)
- Martin (1652)

### Fregatten der Royal Navy (1660–1688)

#### 5. Rang
- Little Victory (1665)
- Sweepstakes (1666)
- Falcon (1666)
- Nonsuch (1668)
- Phoenix (1671)
- Holmes 24 (Übernahme 1671)
- Rose (1674)
- Sapphire (1675)
- Charles Galley 32 (1676)

#### 6. Rang
- Fanfan 4 (1666)
- Roebuck 16/14 (1666)
- Francis 16/14 (1666)
- Leicester 24/20 (Übernahme 1667)
- Saudadoes 6–16 (1669)
- Greyhound 16/14/18 (1672)
- Young Spragge 10 (Übernahme 1673)
- Larke 18/16/18 (1675)

#### Erbeutete Schiffe
- Fountain 36 – ehemals algerisches Korsarenschiff, erbeutet 1664
- Little Unicorn 18 – ehemals niederländische Eenhoorn, erbeutet 1665
- Orange o. Orangetree 32 – ehemals niederländische Oranjeboom, erbeutet 1665
- Young Lion 10/8 – ehemals niederländische Jonge Leeuw, erbeutet April 1665
- Flying Greyhound 18 – ehemals niederländische Windhont, erbeutet 13. April 1665
- Elias 34 – ehemals niederländische Elias, erbeutet 1666
- Victory 38 – ehemals französische La Victoire, erbeutet 5. April 1666
- Algier o. Algeries 32/26 – ehemals algerisches Korsarenschiff, erbeutet am 9. Februar 1671
- Morning Star 14/12 – ehemals niederländische Morgenster, erbeutet am 5. Juni 1672
- Hunter 30 – ehemals niederländische Abrahams Offering, erbeutet 1673
- Swan o. Swan Prize 32 – ehemals niederländisches Schiff, erbeutet Oktober 1673
- Orange Tree 30/28 – ehemals algerisches Korsarenschiff, erbeutet am 30. August 1677
- Date Tree 28 – ehemals algerisches Korsarenschiff, erbeutet am 30. August 1677
- Saint Paul 32/28 – ehemals algerisches Korsarenschiff, erbeutet 1679
- Red Lion – ehemals algerisches Korsarenschiff, erbeutet 1681
- Two Lyons – ehemals algerisches Korsarenschiff, erbeutet 16. September 1681
- Swan o. Swan Prize 32 – ehemals algerisches Korsarenschiff, erbeutet August 1683
- Shedam – ehemals algerisches Korsarenschiff, erbeutet August 1683
- Rose o. Sally Rose 16/14 – ehemals algerisches Korsarenschiff, erbeutet 1684
- Dumberton 20/18 – ehemals schottische Dumberton, erbeutet am 16. Juli 1685 (Monmouth Rebellion)
- Half Moon 18/16 – ehemals algerisches Korsarenschiff, erbeutet am 27. April 1688

### Fregatten der Royal Navy (1688–1719)

#### 5. Rang
- Mermaid
- 1689 Programme Group
  - Experiment 32
  - Pembroke 32
  - Milford 32
  - Portsmouth 32
  - Sheerness 32
- Adventure 40
- England 40
- Charles Galley 32
- 1693 Programme Group
  - Shoreham 32 (1694)
  - Scarborough 32 (1694)
  - Sorlings 32 (1694)
  - Winchelsea 32 (1694)
- 1694 Programme Group
  - Lyme 32 (1695)
  - Hastings 32 (1695)
  - Milford 32 (1695)
  - Arundel 32 (1695)
  - Rye 32 (1696)
  - Scarborough 32 (1696)
  - Looe 32 (1696)
  - Lynn 32 (1696)
  - Fowey 32 (1696)
  - Southsea Castle 32 (1696)
  - Gosport 32 (1696)
  - Poole 32 (1696)
  - Feversham 32 (1696)
  - Hastings 32 (1698)
  - Lowestoffe 32 (1697)
  - Looe 32 (1697)
  - Southsea Castle 32 (1697)
  - Bridgewater 32 (1698)
  - Ludlow 32 (1698)
- Betty 36 (Übernahme 1695)
- Kinsale
- Tartar-Gruppe
  - Tartar (1702)
  - Falcon (1704)
  - Fowey (1705)
- Lark-Gruppe
  - Hector 42 (1703)
  - Lark 42 (1703)
  - Greyhound 42 (1703)
  - Garland 42 (1703)
  - Folkestone 42 (1703)
  - Roebuck 40 (1704)
  - Sorlings 42 (1706)
- 1706 Establishment group
  - Ludlow Castle 42 (1707)
  - Gosport 42 (1707)
  - Portsmouth 42 (1707)
  - Hastings 42 (1707)
  - Looe 42 (1707)
  - Diamond 42 (1708)
  - Sapphire 42 (1708)
  - Enterprize 42 (1709)
  - Pearl 42 (1708)
  - Southsea Castle 42 (1708)
  - Adventure 42 (1709)
  - Mary Galley 42 (1708)
  - Fowey 40 (1709)
  - Royal Anne Galley 40 (1709)
  - Charles Galley 40
  - Launceston 40 (1711)
  - Faversham 40 (1712)
  - Lynn 40 (1715)

#### 6. Rang
- Maidstone-Gruppe
  - Maidstone 24 (1693)
  - Jersey 24 (1694)
  - Lizard 24 (1694)
  - Newport 24 (1694)
  - Falcon 24 (1694)
  - Queenborough 24 (1694)
  - Swan 24 (1694)
  - Drake 24 (1694)
  - Solebay 24 (1694)
  - Seahorse 24 (1694)
  - Bideford 24 (1695)
  - Penzance 24 (1695)
  - Dunwich 24 (1695)
  - Oxford 24 (1695)
  - Lizard 24 (1697)
  - Flamborough 24 (1697)
  - Seaford 24 (1697)
  - Deal Castle 24 (1697)
- Seaford 24 (Übernahme 1695)
- Peregrine Galley 20 (1700)
- Nightingale-Gruppe
  - Nightingale 24 (1702)
  - Squirrel 24 (1703)
  - Squirrel 24 (1704)
- Aldborough-Gruppe
  - Aldborough 24 (1706)
  - Nightingale 24 (1707)
  - Deal Castle 24 (1706)
- Flamborough-Klasse
  - Flamborough 24 (1707)
  - Squirrel 24 (1707)
- Gibraltar-Gruppe
  - Solebay 20 (1711)
  - Gibraltar 20 (1711)
  - Port Mahon 20 (1711)
  - Blandford 20 (1711)
  - Hind 20 (1712)
  - Seahorse 20 (1712)
  - Rose 20 (1712)
  - Bideford 20 (1712)
  - Success 20 (1712)
  - Greyhound 20 (1712)
  - Lively 20 (1713)
  - Speedwell 20 (1716)
- Dursley Galley 20 (1719)

#### Erbeutete Schiffe
- Play Prize 30 (5. Rang) – ehemals französische Les Jeux, erbeutet am 12. Mai 1689
- Swift Prize 20 (6. Rang) – ehemals französische La Railleuse, erbeutet am 12. Mai 1689
- Lively Prize 30 (5. Rang) – ehemals französische L’Éveille, erbeutet 27. Juli 1689
- Julian Prize 16/14 (6. Rang) – ehemals französische Le Julien, erbeutet am 16. April 1690
- Virgin Prize 32/28 (5. Rang) – ehemals französische La Vierge de Grace, erbeutet am 22. April 1690
- Conception Prize 32/28 (5. Rang) – ehemals französische Le Conception, erbeutet am 18. Juli 1690
- Crown’s Prize 26 (6. Rang) – ehemals französische La Friponne, erbeutet am 7. Dezember 1690
- Henry Prize 24 (6. Rang) – ehemals französische Le Henri, erbeutet am 4. Januar 1691
- Saint Martin [Prize] 28 (6. Rang) – ehemals französische Le Saint-Martin, erbeutet am 13. März 1691
- Saint Albans’s Prize 14 (6. Rang) – ehemals französische La Juste-Royale, erbeutet am 29. August 1691
- Wild [Prize] 12 (6. Rang) – ehemals französische La Farouche, erbeutet am 5. Mai 1692
- Sun Prize 24/22 (6. Rang) – ehemals französische Le Soleil, erbeutet am 7. Juni 1692
- Saudadoes Prize 40/36 (5. Rang) – ehemals französische La Victoire, erbeutet am 13. September 1692
- Precious Stone o. Portsmouth’s Prize 12 (6. Rang) – ehemals französische L’Hyacinthe, erbeutet im November 1692
- Rupert’s Prize 16 (6. Rang) – ehemals französische La Thérèse, erbeutet am 11. Dezember 1692
- Swallow’s Prize 18 (6. Rang) – ehemals französische La Vierge Sans-Macule, erbeutet am 19. Dezember 1692
- Marianna [Prize] 18 (6. Rang) – ehemals französische La Marianne, erbeutet am 27. Januar 1693
- Dover’s Prize 32/28 (5. Rang) – ehemals französische Le Beaulieu, erbeutet am 4. Juni 1693
- Pearl Prize 18/16 (6. Rang) – ehemals französische La Suffisante, erbeutet am 29. November 1693
- Prince of Wales 14 (6. Rang) – ehemals französische Le Prince de Galles, erbeutet 1693
- Ruby’s Prize 44/36 (5. Rang) – ehemals französische L’Entreprenante, erbeutet am 7. April 1694
- Thunderbolt Prize 32 (5. Rang) – ehemals französische La Foudroyante, erbeutet am 16. Mai 1696
- [Saint] Lewis Prize 42/36 (5. Rang) – ehemals französische Le Saint-Louis, erbeutet am 20. Oktober 1696
- Rainbow Prize 32 (5. Rang) – ehemals französische L’Arc-en-Ciel, erbeutet am 4. November 1696
- Triton [Prize] 42 (5. Rang) – ehemals französische Le Triton, erbeutet am 12. Oktober 1702
- Medway’s Prize 28 (6. Rang) – ehemals französische Les Trois Provinces, erbeutet am 17. August 1704
- Triton’s Prize 30 (6. Rang) – ehemals französische Le Royal, erbeutet am 3. Februar 1705
- Cruizer 24 (6. Rang) – ehemals französische Le M eric, erbeutet am 29. März 1705
- Valeur 24 (6. Rang) – ehemals französische La Valeur, erbeutet am 2. April 1705
- Fox Prize 24 (6. Rang) – ehemals französische Le Behringhen, erbeutet am 2. Mai 1705
- Enterprise 24 (6. Rang) – ehemals französische L’Entreprenante, erbeutet am 7. Mai 1705
- Sun Prize 22 (6. Rang) – ehemals französische Le Soleil, erbeutet am 13. Mai 1705
- Dunkirk’s Prize 26 (6. Rang) – ehemals französische Le Hocquart, erbeutet im September 1705
- Child’s Play 24 (6. Rang) – ehemals französische Les Jeux, erbeutet am 7. Juni 1706
- Orford’s Prize 24 (6. Rang) – ehemals französische La Gaillarde, erbeutet am 2. Oktober 1708
- Sweepstakes 42 (5. Rang) – ehemals französische La Gloire, erbeutet am 14. Mai 1709
- Fame [Prize] 24 (6. Rang) – ehemals französische La Renommée, erbeutet im Juli 1709

### Fregatten der Royal Navy (1719–50)

#### 5. Rang
- 1719 Establishment 40-Gun-Ship
  - Hector 40 (1721)
  - Diamond 40 (1723)
  - Ludlow Castle 40 (1724)
  - Southsea Castle 40 (1724)
  - Anglesea 40 (1725)
  - Kinsale 40 (1725)
  - Adventure 40 (1726)
  - Lark 40 (1726)
  - Pearl 40 (1726)
  - Mary Galley 40 (1727)
  - Launceston 40 (1728)
  - Torrington 40 (1729)
  - Roebuck 40 (1733)
- 1733 Establishment 40-Gun-Ship
  - Eltham 40 (1736)
  - Dover 40 (1741)
  - Folkestone 40 (1741)
  - Faversham 40 (1741)
  - Lynn 40 (1741)
  - Gosport 40 (1741)
  - Sapphire 40 (1741)
  - Hastings 40 (1741)
  - Liverpool 40 (1741)
  - Kinsale 40 (1741)
  - Adventure 40 (1741)
  - Diamond 40 (1741)
  - Launceston 40 (1741)
  - Looe 40 (1741)
- 1741 Establishment 44-Gun-Ship
  - Anglesea 44 (1742)
  - Torrington 44 (1743)
  - Hector 44 (1743)
  - Roebuck 44 (1743)
  - Lark 44 (1744)
  - Pearl 44 (1744)
  - Mary Galley 44 (1744)
  - Ludlow Castle 44 (1744)
  - Fowey 44 (1744)
  - Looe 44 (1745)
  - Chesterfield 44 (1745)
  - Poole 44 (1745)
  - Southsea Castle 44 (1745)
- 1741 Establishment 44-Gun-Ship – modified
  - Prince Edward 44 (1745)
  - Anglesea 44 (1746)
  - Thetis 44 (1747)
- 1745 Establishment 44-Gun-Ship
  - Prince Henry 44 (1747)
  - Assurance 44 (1747)
  - Expedition 44 (1747)
  - Penzance 44 (1747)
  - Rainbow 44 (1747)
  - Crown 44 (1747)
  - Humber 44 (1748)
  - Woolwich 44 (1749)
- 1745 Establishment 44-Gun-Ship – modified
  - America 44 (1749)

#### 6. Rang
- 1719 Establishment 20-Gun-Ship
  - Lyme 20 (1720)
  - Greyhound 20 (1720)
  - Blandford 20 (1720)
  - Shoreham 20 (1720)
  - Scarborough 20 (1722)
  - Garland 20 (1724)
  - Seaford 20 (1724)
  - Lowestoffe 20 (1723)
  - Rose 20 (1724)
  - Deal Castle 20 (1727)
  - Fox 20 (1727)
  - Gibraltar 20 (1727)
  - Bideford 20 (1727)
  - Seahorse 20 (1727)
  - Squirrel 20 (1727)
  - Aldborough 20 (1727)
  - Flamborough 20 (1727)
  - Experiment 20 (1727)
  - Rye 20 (1727)
  - Phoenix 20 (1728)
- 1719 Establishment 20-Gun-Ship – modified
  - Sheerness 20 (1732)
  - Dolphin 20 (1732)
- 1733 Establishment 20-Gun-Ship
  - Tartar 20 (1734)
  - Kennington 20 (1736)
  - Fox 20 (1740)
  - Winchelsea 20 (1740)
  - Lyme 20 (1740)
  - Rye 20 (1740)
  - Experiment 20 (1740)
  - Lively 20 (1740)
  - Port Mahon 20 (1740)
  - Scarborough 20 (1740)
  - Success 20 (1740)
  - Rose 20 (1740)
  - Bideford 20 (1740)
  - Bridgewater 20 (1740)
  - Seaford 20 (1741)
  - Solebay 20 (1742)
- Wager 22 (Übernahme 1739)
- 1733 Establishment 20-Gun-Ship – modified
  - Greyhound 20 (1741)
  - Blandford 20 (1741)
- 1741 Establishment 20-Gun-Ship
  - Lowestoffe 20 (1742)
  - Aldborough 20 (1743)
  - Alderney 20 (1743)
  - Phoenix 20 (1743)
  - Sheerness 20 (1743)
  - Wager 20 (1744)
  - Shoreham 20 (1744)
  - Bridgewater 20 (1744)
  - Glasgow 20 (1745)
  - Triton 20 (1745)
  - Mercury 20 (1745)
  - Surprise 20 (1746)
  - Siren 20 (1745)
  - Fox 20 (1746)
  - Rye 20 (1746)
- 1741 Establishment 20-Gun-Ship – modified
  - Centaur 20 (1746)
  - Deal Castle 20 (1746)
- Nightingale 20 (1746)
- Garland 20 (1748)
- 1745 Establishment 24-Gun-Ship – modified
  - Arundel 24 (1746)
  - Queenborough 24 (1747)
  - Fowey 24 (1749)
  - Hind 24 (1749)
  - Sphinx 24 (1748)
  - Dolphin 24 (1751)
  - Boston 24 (1748)
- Seahorse 24 (1748)
- Mermaid 24 (1749)
- Lyme-Klasse
  - Lyme 28 (1748)
  - Unicorn 28 (1748)

#### Erbeutete Schiffe
- Rippon’s Prize 20 (6. Rang) – ehemals spanische Conde de Chincan, erbeutet am 21. März 1744
- Medway’s Prize 30 (5. Rang) – ehemals französische Le Favori, erbeutet am 24. November 1744
- Grand Turk 20 (6. Rang) – ehemals französische Le Grand Turque, erbeutet am 26. Mai 1745
- Amazon 22 (6. Rang) – ehemals französische La Panthère, erbeutet am 2. August 1745
- Richmond (6. Rang) – ehemals französische Le Dauphin, erbeutet am 1. November 1745
- Lys 24 (6. Rang) – ehemals französische Le Lis, erbeutet am 18. Dezember 1745
- Inverness 22 (6. Rang) – ehemals französische Le Duc de Chartres, erbeutet am 19. Dezember 1745
- Ambuscade 40 (5. Rang) – ehemals französische L’Embuscade, erbeutet am 21. April 1746
- Margate 24 (6. Rang) – ehemals französische Le Léopard, erbeutet am 27. Oktober 1746
- Bellona 30 (5. Rang) – ehemals französische La Bellone, erbeutet am 2. Februar 1747
- Glory 44 (5. Rang) – ehemals französische La Gloire, erbeutet am 3. Mai 1747 (Erste Seeschlacht am Kap Finisterre)
- Jason 26 (6. Rang) – ehemals französische Le Jason, erbeutet am 3. Mai 1747 (Erste Seeschlacht am Kap Finisterre)
- Rubis 26 (6. Rang) – ehemals französische Rubis, erbeutet am 3. Mai 1747 (Erste Seeschlacht am Kap Finisterre)
- Ranger 24/30 (6. Rang) – ehemals französische Les Deux Couronnes, erbeutet am 5. Mai 1747
- Renown 30 (6. Rang) – ehemals französische La Renommée, erbeutet am 27. September 1747

## Klassische Fregatten

### 44-Kanonen-Zweidecker – nach 1750

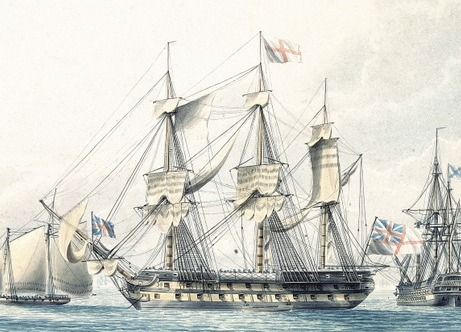
Die Argo der Roebuck-Klasse

- Phoenix 44 (1759)
- Roebuck-Klasse (Thomas Slade)
  - Roebuck (1774)
  - Romulus (1777)
  - Actaeon (1778)
  - Janus (1778)
  - Charon (1778)
  - Dolphin (1781)
  - Ulysses (1779)
  - Serapis (1779)
  - Endymion (1779)
  - Assurance (1780)
  - Argo (1781)
  - Diomede (1781)
  - Mediator (1782)
  - Resistance (1782)
  - Gladiator (1783)
  - Serapis (1782)
  - Experiment (1784)
  - Guardian (1784)
  - Regulus (1785)
  - Charon (1783)
- Adventure-Klasse (William Hunt)
  - Adventure (1784)
  - Chichester (1785)
  - Expedition (1784)
  - Gorgon (1785)
  - Woolwich (1785)
  - Severn (1786)
  - Dover (1786)
  - Sheerness (1787)

### 9-Pfünder Post-ships
- Gibraltar-Klasse
  - Gibraltar 20 (1754)
  - Flamborough 20 (1756)
  - Aldborough 20 (1756)
  - Kennington 20 (1756)
  - Lively 20 (1756)
  - Mercury 20 (1756)
  - Scarborough 20 (1756)
- Seaford-Klasse
  - Seaford 20 (1754)
  - Rose 20 (1757)
  - Glasgow 20 (1757)
- Squirrel-Klasse
  - Squirrel 20 (1755)
  - Deal Castle 20 (1756)
- Bideford 20 (1756)
- Sphinx-Klasse (John Williams)
  - Sphinx 20 (1775)
  - Camilla 20 (1776)
  - Daphne 20 (1776)
  - Galatea 20 (1776)
  - Ariadne 20 (1776)
  - Vestal 20 (1777)
  - Perseus 20 (1776)
  - Unicorn 20 (1776)
  - Ariel 20 (1777)
  - Narcissus 20 (1781)
- Porcupine-Klasse (John Williams)
  - Porcupine 24 (1777)
  - Pelican 24 (1776)
  - Eurydice 24 (1781)
  - Hyena 24 (1778)
  - Penelope 24 (1778)
  - Amphitrite 24 (1778)
  - Crocodile 24 (1781)
  - Siren 24 (1779)
  - Pandora 24 (1779)
  - Champion 24 (1779)
- Myrmidon 22 (1781)
- Squirrel 24 (1785)
- Banterer-Klasse (William Rule)
  - Banterer 22 (1807)
  - Crocodile 22 (1806)
  - Daphne 22 (1806)
  - Cossack 22 (1806)
  - Cyane 22 (1806)
  - Porcupine 22 (1807)
- Laurel-Klasse (John Henslow)
  - Laurel 22 (1806)
  - Boreas 22 (1806)
  - Comus 22 (1806)
  - Garland 22 (1807)
  - Perseus 22 (1812)
  - Volage 22 (1807)
- Hermes-Klasse
  - Hermes 20 (1811)
  - Myrmidon 20 (1813)
  - Ariadne 20 (1816)
  - Valorous 20 (1816)
- Cyrus-Klasse
  - Cyrus (1813)
  - Medina (1813)
  - Levant (1813)
  - Esk (1813)
  - Carron (1813)
  - Tay (1813)
  - Slaney (1813)
  - Erne (1813)
  - Leven (1813)
  - Falmouth (1814)
  - Cyrene (1814)
  - Bann (1814)
  - Spey (1814)
  - Lee (1814)
  - Hind (1814)
  - Larne (1814)
- Conway-Klasse (William Rule)
  - Conway 26 (1814)
  - Mersey 26 (1814)
  - Eden 26 (1814)
  - Tamar 26 (1814)
  - Dee 26 (1814)
  - Towey 26 (1814)
  - Menai 26 (1814)
  - Tyne 26 (1814)
  - Wye 26 (1814)
  - Tees 26 (1817)

### Fregatten der Royal Navy – ab 1750

#### 9-Pfünder Fregatten
- Lowestoffe-Klasse (Thomas Slade)
  - Lowestoffe 28 (1756)
  - Tartar 28 (1756)
- Coventry-Klasse (Thomas Slade)
  - Coventry 28 (1757)
  - Lizard 28 (1757)
  - Liverpool 28 (1758)
  - Maidstone 28 (1758)
  - Active 28 (1758)
  - Levant 28 (1758)
  - Cerberus 28 (1758)
  - Aquilon 28 (1758)
  - Griffin 28 (1758)
  - Argo 28 (1758)
  - Milford 28 (1759)
  - Guadeloupe 28 (1763)
  - Carysfort 28 (1766)
  - Boreas 28 (1757)
  - Hussar 28 (1757)
  - Shannon 28 (1757)
  - Trent 28 (1757)
  - Actaeon 28 (1757)
  - Hind 28 (1785)
- Mermaid-Klasse (Thomas Slade)
  - Mermaid 28 (1761)
  - Hussar 28 (1763)
  - Solebay 28 (1763)
  - Greyhound 28 (1773)
  - Triton 28 (1773)
  - Boreas 28 (1774)
- Enterprise-Klasse (John Williams)
  - Siren 28 (1773)
  - Fox 28 (1773)
  - Enterprise 28 (1774)
  - Surprise 28 (1774)
  - Actaeon 28 (1775)
  - Proserpine 28 (1777)
  - Andromeda 28 (1777)
  - Aurora 28 (1777)
  - Medea 28 (1778)
  - Pomona 28 (1778)
  - Resource 28 (1778)
  - Sibyl 28 (1779)
  - Brilliant 28 (1779)
  - Crescent 28 (1779)
  - Mercury 28 (1779)
  - Pegasus 28 (1779)
  - Cyclops 28 (1779)
  - Vestal 28 (1779)
  - Laurel 28 (1779)
  - Nemesis 28 (1780)
  - Thisbe 28 (1783)
  - Rose 28 (1783)
  - Hussar 28 (1784)
  - Dido 28 (1784)
  - Circe 28 (1785)
  - Lapwing 28 (1785)
  - Alligator 28 (1787)

#### 12-Pfünder Fregatten

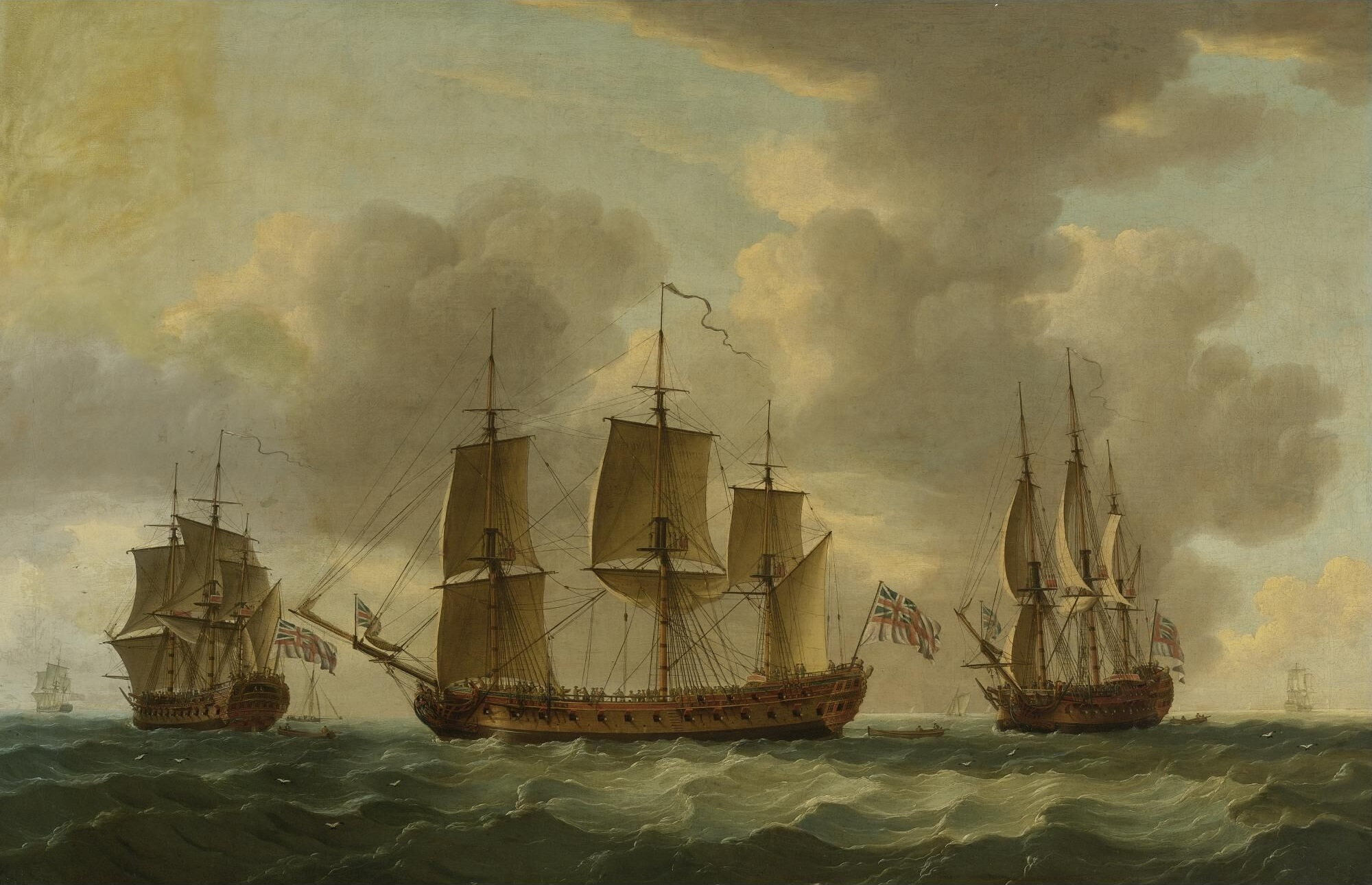
Die Pallas der Venus-Klasse in drei Positionen

- Southampton-Klasse (Thomas Slade)
  - Southampton 32 (1757)
  - Minerva 32 (1759)
  - Vestal 32 (1757)
  - Diana 32 (1757)
- Richmond-Klasse (William Bately)
  - Richmond 32 (1757)
  - Juno 32 (1757)
  - Thames 32 (1758)
  - Lark 32 (1762)
  - Boston 32 (1762)
  - Jason 32 (1763)
- Venus-Klasse (Thomas Slade)
  - Venus 36 (1758)
  - Pallas 36 (1757)
  - Brilliant 36 (1757)
- Niger-Klasse (Thomas Slade)
  - Stag 32 (1758)
  - Alarm 32 (1758)
  - Aeolus 32 (1758)
  - Niger 32 (1759)
  - Montreal 32 (1761)
  - Quebec 32 (1760)
  - Pearl 32 (1762)
  - Emerald 32 (1762)
  - Winchelsea 32 (1764)
  - Glory 32 (1763)
  - Aurora 32 (1766)
- Tweed 32 (1759)
- Lowestoffe-Klasse (Thomas Slade)
  - Lowestoffe 32 (1761)
  - Orpheus 32 (1773)
  - Diamond 32 (1774)
- Amazon-Klasse (John Williams)
  - Thetis 32 (1773)
  - Amazon 32 (1773)
  - Ambuscade 32 (1773)
  - Cleopatra 32 (1779)
  - Amphion 32 (1780)
  - Orpheus 32 (1780)
  - Juno 32 (1780)
  - Success 32 (1781)
  - Iphigenia 32 (1780)
  - Andromache 32 (1781)
  - Syren 32 (1782)
  - Iris 32 (1783)
  - Greyhound 32 (1783)
  - Meleager 32 (1785)
  - Castor 32 (1785)
  - Solebay 32 (1785)
  - Terpsichore 32 (1785)
  - Blonde 32 (1787)
- Active-Klasse (Edward Hunt)
  - Active 32 (1780)
  - Daedalus 32 (1780)
  - Mermaid 32 (1784)
  - Cerberus 32 (1779)
  - Fox 32 (1780)
  - Astraea 32 (1781)
  - Ceres 32 (1781)
  - Quebec 32 (1781)
- Andromeda-Klasse (Edward Hunt)
  - Andromeda 32 (1784)
  - Hermione 32 (1782)
  - Druid 32 (1783)
  - Penelope 32 (1783)
  - Aquilon 32 (1786)
  - Blanche 32 (1786)
- Heroine 32 (Übernahme 1782)
- Maidstone-Klasse (John Henslow)
  - Maidstone 32 (1795)
  - Shannon 32 (1796)
- Triton 32 (1796)
- Thames-Klasse (William Bately)
  - Circe 32 (1804)
  - Pallas 32 (1804)
  - Thames 32 (1805)
  - Jason 32 (1804)
  - Hebe 32 (1804)
  - Minerva 32 (1805)
  - Alexandria 32 (1806)

#### 18-Pfünder Fregatten
- Flora-Klasse (John Williams)
  - Flora 36 (1780)
  - Thalia 36 (1782)
  - Crescent 36 (1784)
  - Romulus 36 (1785)
- Minerva-Klasse (Edward Hunt)
  - Minerva 38 (1780)
  - Arethusa 38 (1781)
  - Phaeton 38 (1782)
  - Thetis 38 (1782)
- Latona 38 (1781)
- Perseverance-Klasse (Edward Hunt)
  - Perseverance 36 (1781)
  - Phoenix 36 (1783)
  - Inconstant 36 (1783)
  - Leda 36 (1783)
- Melampus 36 (1785)
- Beaulieu 40 (1791)
- Pallas-Klasse (John Henslow)
  - Pallas 32 (1793)
  - Stag 32 (1794)
  - Unicorn 32 (1794)
- Artois-Klasse (John Henslow)
  - Artois 38 (1794)
  - Diana 38 (1794)
  - Apollo 38 (1794)
  - Diamond 38 (1794)
  - Jason 38 (1794)
  - Seahorse38 (1794)
  - Ethalion 38 (1797)
  - Clyde 38 (1796)
  - Tamar 38 (1796)
  - Clyde 38 (1806)
- Cerberus-Klasse (John Henslow)
  - Cerberus 32 (1794)
  - Alcmene 32 (1794)
  - Galatea 32 (1794)
  - Lively 32 (1794)
- Phoebe-Klasse
  - Phoebe 36 (1795)
  - Dryad 36 (1795)
  - Caroline 36 (1795)
  - Doris 36 (1795)
  - Fortunee 36 (1800)
- Amazon-Klasse (William Rule)
  - Amazon 36 (1795)
  - Emerald 36 (1795)
  - Trent 36 (1796)
  - Glenmore 36 (1796)
- Naiad 38 (1797)
- Acasta 40 (1797)
- Boadicea 38 (1797)
- Sirius 36 (1797)
- Hydra 38 (1797)
- Amazon-Klasse (William Rule)
  - Amazon (1799)
  - Hussar (1799)
- Active 38 (1799)
- Leda-Klasse
  - Leda 38 (1800)
  - Pomone 38 (1805)
  - Shannon 38 (1806)
  - Leonidas 38 (1807)
  - Briton 38 (1812)
  - Surprise 38 (1812)
  - Tenedos 38 (1812)
  - Lacedemonian 38 (1812)
  - Lively 38 (1813)
  - Diamond 38 (1816)
  - Amphitrite 38 (1816)
  - Trincomalee 38 (1817)
  - Thetis 38 (1817)
  - Arethusa 38 (1817)
  - Blanche 38 (1819)
  - Fisgard 38 (1819)
- modifizierte Leda-Klasse
  - Venus 46 (1820)
  - Melampus 46 (1820)
  - Minerva 46 (1820)
  - Latona 46 (1821)
  - Nereus 46 (1821)
  - Diana 46 (1822)
  - Hebe 46 (1826)
  - Hamadryad 46 (1823)
  - Amazon 46 (1821)
  - Aeolus 46 (1825)
  - Thisbe 46 (1824)
  - Cerberus 46 (1827)
  - Circe 46 (1827)
  - Clyde 46 (1827)
  - Thames 46 (1823)
  - Fox 46 (1829)
  - Unicorn 46 (1824)
  - Daedalus 46 (1826)
  - Proserpine 46 (1830)
  - Mermaid 46 (1825)
  - Mercury 46 (1826)
  - Penelope 46 (1829)
  - Thalia 46 (1830)
- Cydnus-Klasse
  - Cydnus 38 (1813)
  - Eurotas 37 (1813)
  - Niger 38 (1813)
  - Meander 38 (1813)
  - Pactolus 38 (1813)
  - Tiber 38 (1813)
  - Araxes 38 (1813)
  - Tanais 38 (1813)
- Penelope-Klasse (John Henslow)
  - Penelope 36 (1798)
  - Amethyst 36 (1799)
  - Jason 36 (1800)
- Lavinia 44 (1806)
- Amphion-Klasse (William Rule)
  - Amphion 32 (1798)
  - Aeolus 32 (1801)
  - Medusa 32 (1801)
  - Proserpine 32 (1807)
  - Nereus 32 (1809)
- Narcissus-Klasse (John Henslow)
  - Narcissus 32 (1801)
  - Tartar 32 (1801)
  - Cornelia 32 (1808)
- Apollo-Klasse (William Rule)
  - Apollo 36 (1799)
  - Blanche 36 (1800)
  - Euryalus 36 (1803)
  - Semiramis 36 (1808)
  - Owen Glendower 36 (1808)
  - Curacoa 36 (1809)
  - Saldanha 36 (1809)
  - Malacca 36 (1809)
  - Orpheus 36 (1809)
  - Theban 36 (1809)
  - Leda 36 (1809)
  - Manilla 36 (1809)
  - Belvidera 36 (1809)
  - Hotspur 36 (1810)
  - Astraea 36 (1810)
  - Galatea 36 (1810)
  - Havannah 36 (1811)
  - Maidstone 36 (1811)
  - Stag 36 (1812)
  - Magicienne 36 (1812)
  - Barrosa 36 (1812)
  - Dartmouth 36 (1813)
  - Creole 36 (1813)
  - Tartar 36 (1814)
  - Brilliant 36 (1814)
  - Pallas 36 (1816)
- Aigle-Klasse (John Henslow)
  - Aigle 36 (1801)
  - Resistance 36 (1801)
- Ethalion 36 (1802)
- Lively-Klasse (William Rule)
  - Lively 38 (1804)
  - Resistance 38 (1805)
  - Apollo 38 (1805)
  - Hussar 38 (1807)
  - Statira 38 (1807)
  - Horatio 38 (1807)
  - Spartan 38 (1806)
  - Undaunted 38 (1807)
  - Menelaus 38 (1810)
  - Nisus 38 (1810)
  - Macedonian 38 (1810)
  - Crescent 38 (1810)
  - Bacchante 38 (1811)
  - Nymphe 38 (1812)
  - Sirius 38 (1813)
  - Laurel 38 (1813)
- Forte 38 (1814)
- Perseverance-Klasse
  - Tribune 36 (1803)
  - Shannon 36 (1803)
  - Salsette 36 (1805)
  - Meleager 36 (1806)
  - Iphigenia 36 (1806)
  - Doris 36 (1807)
  - Orlando 36 (1811)
- Hyperion 32 (1807)
- Bucephalus 32 (1808)
- Pyramus 36 (1810)
- Sir Edward Hughes (Übernahme 1804)
- Duncan (Übernahme 1805)
- Howe (Übernahme 1805)
- Scamander-Klasse
  - Eridanus 36 (1813)
  - Orontes 36 (1813)
  - Scamander 36 (1813)
  - Tagus 36 (1813)
  - Ister 36 (1813)
  - Tigris 36 (1813)
  - Euphrates 36 (1813)
  - Hebrus 36 (1813)
  - Granicus 36 (1813)
  - Alpheus 36 (1814)
- Seringapatam-Klasse
  - Seringapatam 46 (1819)
  - Madagascar 46 (1822)
  - Druid 46 (1825)
  - Nemesis 46 (1826)
  - Africaine 46 (1827)
  - Leda 46 (1828)
  - Hotspur 46 (1828)
  - Eurotas 46 (1829)
  - Andromeda 46 (1829)
  - Seahorse 46 (1830)
  - Stag 46 (1830)
  - Forth 46 (1833)
  - Maeander 46 (1840)

#### 24-Pfünder Fregatten
- Razee
  - Indefatigable 44 (Umbau 1794)
  - Anson 44 (Umbau 1794)
  - Magnanime 44 (Umbau 1794)
- Endymion 40 (1797)
- Endymion-Klasse
  - Severn 40 (1813)
  - Liffey 40 (1813)
  - Liverpool 40 (1814)
  - Glasgow 40 (1814)
  - Forth 40 (1814)
- Cambrian 40 (1797)
- Leander 50/60 (1813)
- Newcastle 50/60 (1813)
- Isis 58 (1819)
- Java 50 (1815)
- Southampton-Klasse
  - Southampton 58 (1820)
  - Portland 58 (1822)
  - Lancaster 58 (1823)
  - Winchester 58 (1822)
  - Chichester 58 (1843)
  - Worcester 58 (1843)
- President 52/60 (1829)

#### 32-Pfünder Fregatten
- Razee
  - Goliath (Umbau 1813)
  - Saturn (Umbau 1813)
  - Majestic (Umbau 1813)
  - Elephant (Umbau 1817–18)
- Castor 36 (1832)
- Vernon 50 (1832)
- Pique-Klasse
  - Pique 36 (1834)
  - Cambrian 36 (1841)
  - Flora 36 (1844)
  - Active 36 (1845)
  - Sybille 36 (1847)
- Inconstant 36 (1836)
- Thetis 36 (1846)
- Nankin 50 (1850)
- Raleigh-Klasse
  - Raleigh 50 (1845)
  - Severn 50
- Constance-Klasse
  - Constance 50 (1846)
  - Arethusa 50 (1849)
  - Octavia 50 (1849)
  - Sutlej 50 (1855)
- Leander 50 (1848)
- Phaeton 50 (1848)
- Indefatigable-Klasse
  - Indefatigable 50 (1848)
  - Phoebe 50 (1854)

## Dampf-Fregatten

### Schaufelrad-Fregatten

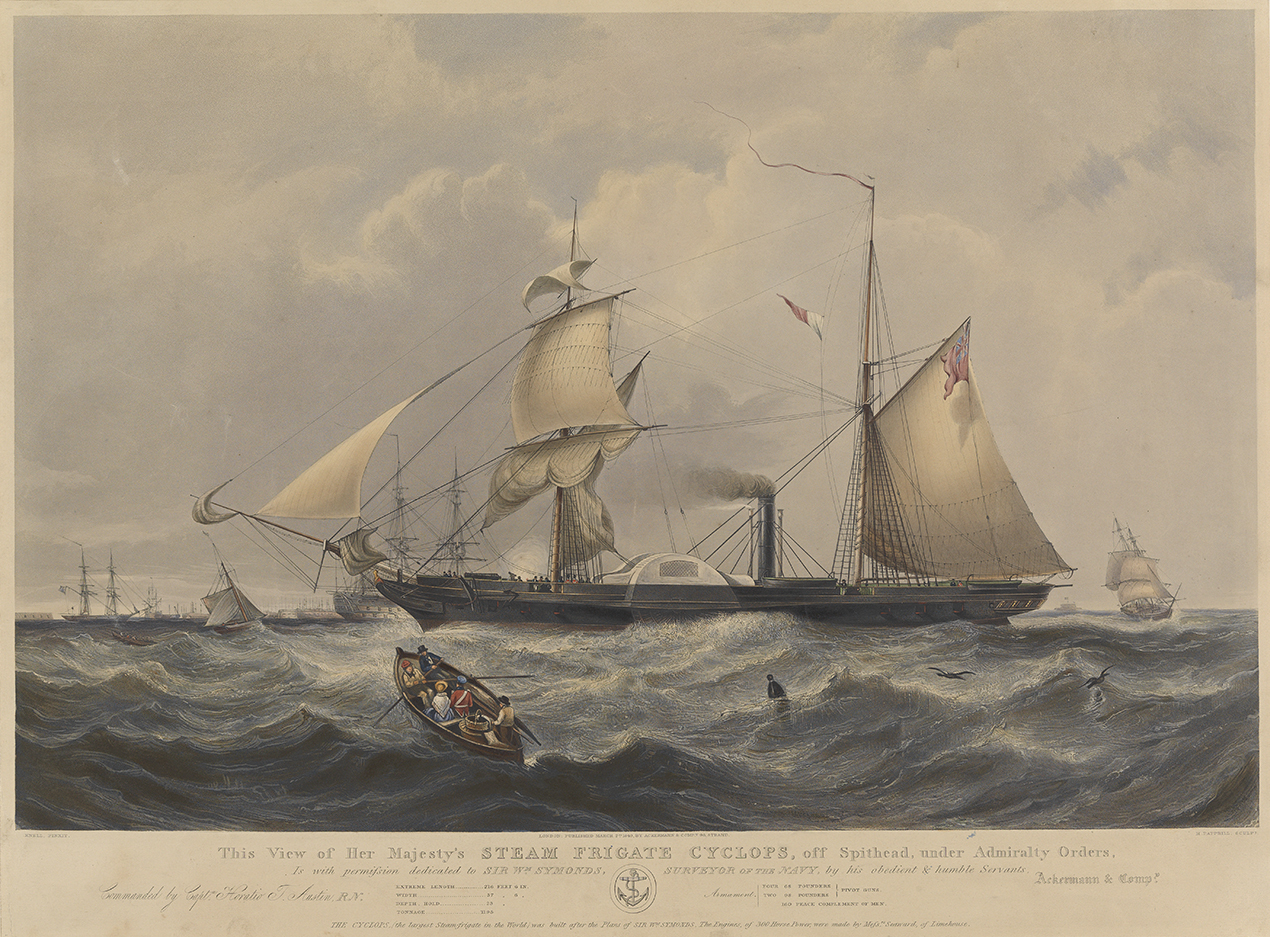
Darstellung der Cyclops von 1839

- Cyclops-Klasse
  - Cyclops (1839)
  - Vulture (1843)
  - Firebrand (1842)
  - Gladiator (1844)
- Sampson (1844)
- Centaur-Klasse
  - Centaur (1845)
  - Dragon (1845)
- Penelope (1843)
- Retribution (1844)
- Terrible (1845)
- Avenger (1845)
- Vulcan (1845)
- Odin (1846)
- Sidon (1846)
- Leopard (1850)
- Magicienne-Klasse
  - Magicienne (1849)
  - Valorous (1851)
- Tiger (1849)
- Furious (1850)

### Schrauben-Fregatten

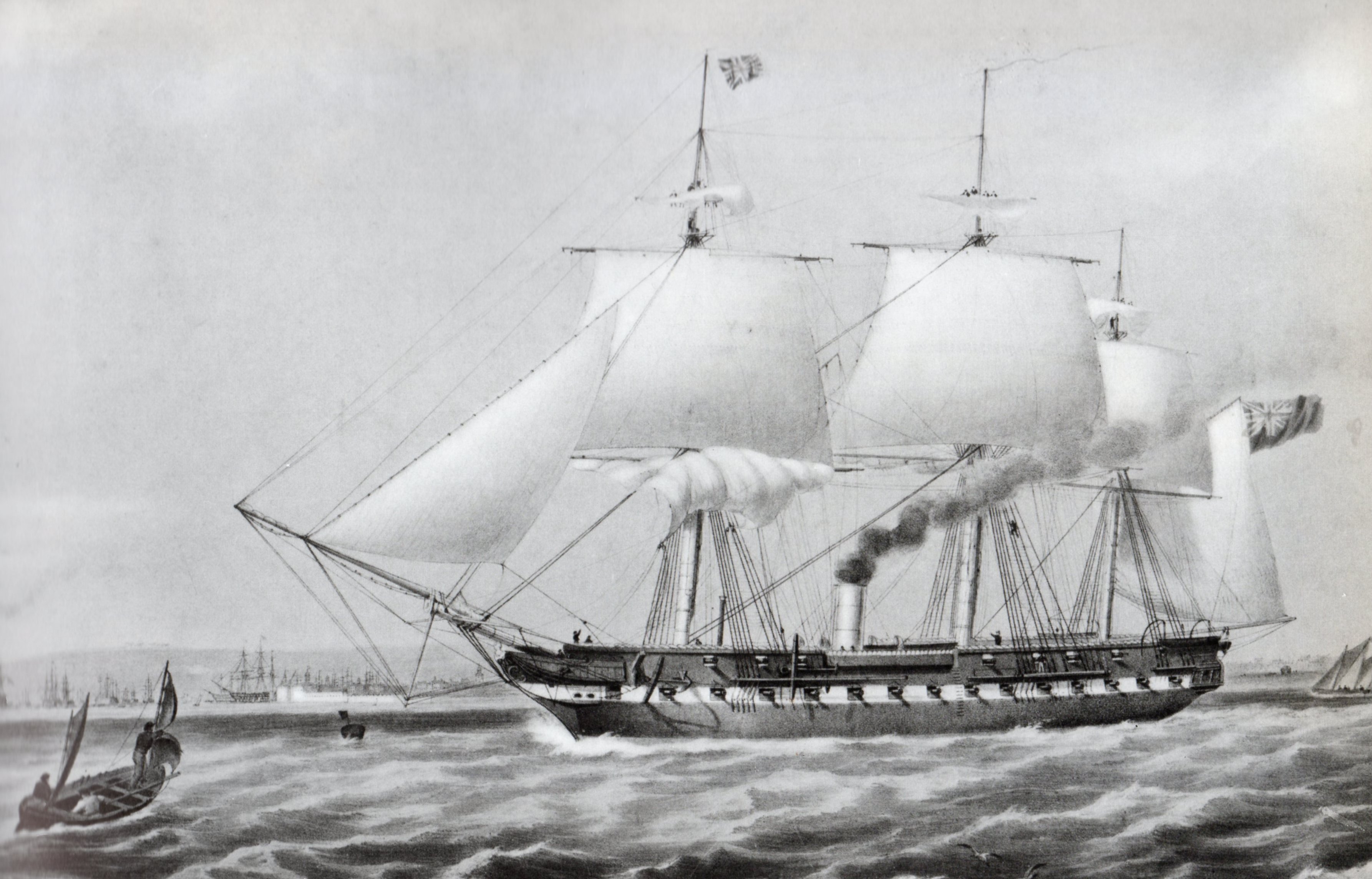
Darstellung der Arrogant von 1848

- Amphion (1846)
- Arrogant (1848)
- Dauntless (1847)
- Termagant (1847)
- Tribune-Klasse
  - Tribune (1853)
  - Curacoa (1854)
- Imperieuse-Klasse
  - Imperieuse (1852)
  - Euryalus (1853)
  - Aurora (1861)
  - Forte (1858)
  - Chesapeake (1855)
- Liffey-Klasse
  - Liffey (1856)
  - Shannon (1855)
  - Topaze (1858)
  - Bacchante (1859)
  - Liverpool (1860)
- Diadem-Klasse
  - Diadem (1856)
  - Doris (1857)
- Ariadne-Klasse
  - Ariadne (1859)
  - Galatea (1859)
- Emerald-Klasse
  - Emerald (1856)
  - Melpomene (1857)
  - Immortalite (1859)
- Mersey-Klasse
  - Orlando (1858)
  - Mersey (1858)
- Narcissus (1859)
- Bristol-Klasse
  - Newcastle (1860)
  - Glasgow (1861)
  - Bristol (1861)
  - Undaunted (1861)
- Endymion (1865)
- Inconstant (1868)
- Shah (1873)
- Raleigh (1873)